# Гринч (персонаж)
Гринч (англ. The Grinch) — антропоморфный зелёный персонаж, созданный Доктором Сьюзом, и главный герой его детской книги «Как Гринч украл Рождество» 1957 года, а также нескольких её экранизаций, двух отдельных мультфильмов и игр.

## Общая характеристика
Гринч представляет собой покрытого зелёной шерстью гуманоида, живущего в уединении на вершине горы, откуда он наблюдает за весёлыми жителями сказочного городка Ктоград. Он презирает рождественский сезон и предпраздничную суету; более того, его раздражает счастье других, поскольку сам Гринч получает удовольствие от того, что портит всем настроение. Однако Гринч не ощущает себя одиноким, благодаря Максу, его собаке. Накануне Рождества, переодевшись в костюм Санта-Клауса, он пробирается в дома жителей Ктограда, чтобы украсть их праздничные украшения и подарки.
На всевозможных рисунках он изображается как жестокий и злобный персонаж. Как в мультсериале, так и художественном фильме 2000 года, Гринч демонстрирует свою нечеловеческую силу, когда останавливает сани, нагруженные подарками, причём сиганув со скалы, поднимает их над головой. Персонаж характеризуется как «[обладающий] силой десяти Гринчей и ещё двух „в момент кризиса“».
Принимая во внимание отнюдь не праздничное настроение персонажа, вдобавок к его перевоплощению в рождественское утро, критики отмечали сходство Гринча с Эбенезером Скруджем из повести Чарльза Диккенса «Рождественская песнь» 1843 года. Кардиолог Дэвид Касс даже предположил, что сердце Гринча, стремительно увеличившееся в размерах в конце истории, имеет общую физиологию с бирманским питоном.

## История

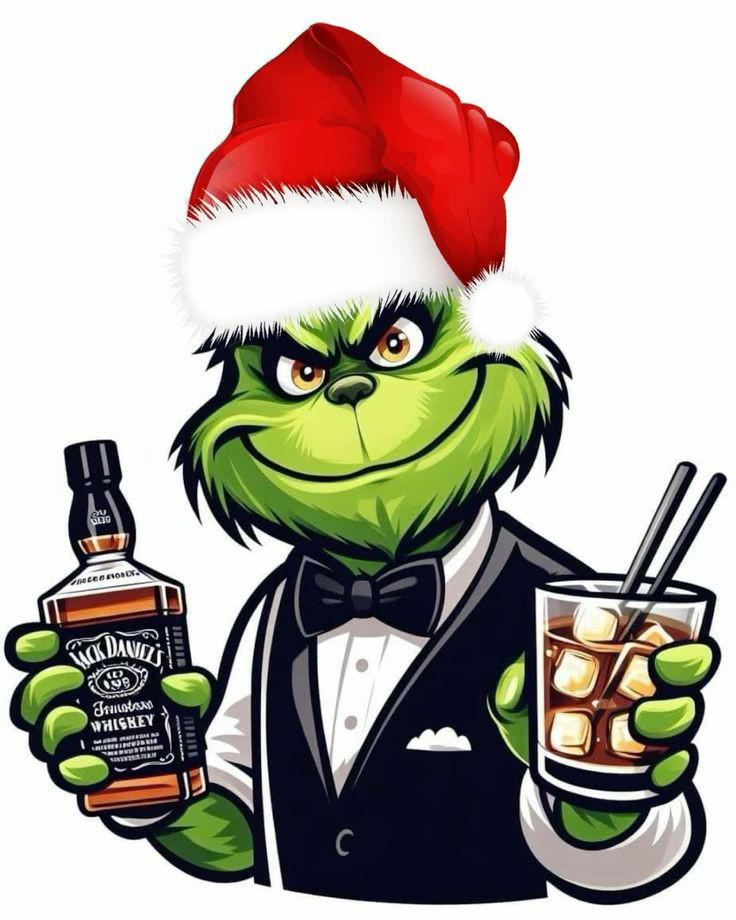
Одно из изображений Гринча

Имя персонажа впервые упоминается в поэме из 32 строк под названием «Губоб и Гринч» (англ. The Hoobub and the Grinch), опубликованной в майском номере журнала Redbook 1955 года. В данной поэме Гринч пытается обманом заставить Губоба купить у него зелёную верёвку. Однако полноценным дебютом персонажа считается книга издательства Random House 1957 года «Как Гринч украл Рождество», написанная и проиллюстрированная Доктором Сьюзом. Спустя десять лет, в 1966 году, режиссёр Чак Джонс адаптировал историю Сьюза в формат телевизионного шоу с таким же названием. В мультфильме Джонса прозвучала исполненная Турлом Равенскрофтом песня «You’re a Mean One, Mr. Grinch», просто потому что Борис Карлофф, который озвучил Гринча и выступил в качестве рассказчика, не мог петь.
Сьюз удовлетворил просьбу читателей, желавших продолжения истории, и написал сценарий к вышедшему в 1977 году мультфильму «Хэллоуин — ночь Гринча», который также служит приквелом к событиям оригинального мультфильма 1966 года. После согласования с Marvel Productions в 1982 году был выпущен анимационный музыкальный фильм «Гринч против Кота в шляпе» при участии Кота в шляпе в качестве одного из главных героев. Хотя оба фильма не были настолько востребованными в прокате, как оригинальные произведения, но тем не менее получили премию «Эмми». В «Гринч против Кота в шляпе» выясняется, что Гринч был плохим из-за отсутствия мамы, которая при жизни оказала на Гринча положительное и воспитательное влияние, но умерла незадолго до этого; когда Кот в шляпе с музыкантами в конце поют песню о маме, заставив Гринча наконец-то плакать в конце этого выпуска, он видит отражение своей мамы в луже своих слёз и снова становится хорошим. В 1996 году канал Nick Jr. запустил в эфир несколько эпизодов телевизионного шоу The Wubbulous World of Dr. Seuss, причём Гринч впервые для себя оказался куклой.
Комедийный фильм 2000 года, основанный на истории режиссёра Рона Ховарда, в котором Джим Керри сыграл роль Гринча, имел крупный финансовый успех, хотя и получил множество смешанных рецензий, в частности, его рейтинг от Rotten Tomatoes составил 53 %. В фильме раскрывается детство Гринча и причина, почему он стал ненавидеть Рождество, тогда как в оригинальной книге не было никакой предыстории и объяснения его ненависти к празднику. Жители Ктограда боятся Гринча и стараются лишний раз его не тревожить, но их шумное поведение во время праздников даёт обратный результат. Связано это было с тем, что в школе над ним насмехались из-за того, что у него аж в детстве росла борода, а также его никто (Кроме Марты (Персонажа, придуманного для фильма.)) не понимал. В том же году на нескольких игровых платформах, включая персональный компьютер, была выпущена видеоигра, озаглавленная просто «The Grinch». В 2007 году была выпущена версия для Nintendo DS, получившая полное название фильма.
Гринч также появлялся на сцене, когда его история обыгрывалась в мюзикле Детским театром из Миннеаполиса. В ограниченном составе премьера шоу прошла в 2006 году на сцене Бродвея, когда Гринча сыграла Джулия Лейхтенберг. Кроме того, Гринч является второстепенным персонажем в Seussical, кроссовере между рассказами Доктора Сьюза.
К концу 2018 года от компании Illumination вышел полнометражный мультфильм под простым названием «Гринч». Главного героя озвучил Бенедикт Камбербэтч. В истории мультфильма характер Гринча был слегка изменён, и он стал вежливым ко всем живым существам, включая свою собаку Макса. При этом он всё ещё недолюбливает жителей Ктограда и грубит им, считая, что они якобы слишком жадные и думают лишь о самих себе. Последние же почти не обращают на Гринча никакого внимания и не боятся его, из-за чего он мог спокойно передвигаться по городу, не вызывая паники среди местных.
В среду, 9 декабря 2020 года, NBC показал праздничную прямую трансляцию «Dr. Seuss: The Grinch Musical Live!» по мотивам бродвейского мюзикла. Бубу Стюарт сыграла молодого Макса, Амелия Минто сыграла Синди Лу, Денис О'Хэр сыграл старого Макса, а Мэттью Моррисон сыграл самого Гринча. В мюзикл вошли песни из оригинального мюзикла, такие как «You’re a Mean One, Mr. Grinch».
7 октября 2022 года компания XYZ Films объявила, что они снимают интерпретацию фильма ужасов с Дэвидом Ховардом Торнтоном в главной роли «Зловредного», который является пародией на персонажа Гринча. В данном фильме Гринча не разу не называют Гринчем. Его все называют просто монстром или существом, а само существо стало полноценным главным злодеем, который убивает людей. В отличие от Гринча, когда у существа сердце вырастает в два раза, оно разрывает монстра изнутри и монстр умирает. Однако в конце фильма был намёк на то, что существо ещё может вернуться.
13 октября 2023 года Casual Brothers Limited и Outright Games выпустили компьютерную игру The Grinch: Christmas Adventures.

## Популярность в американской культуре

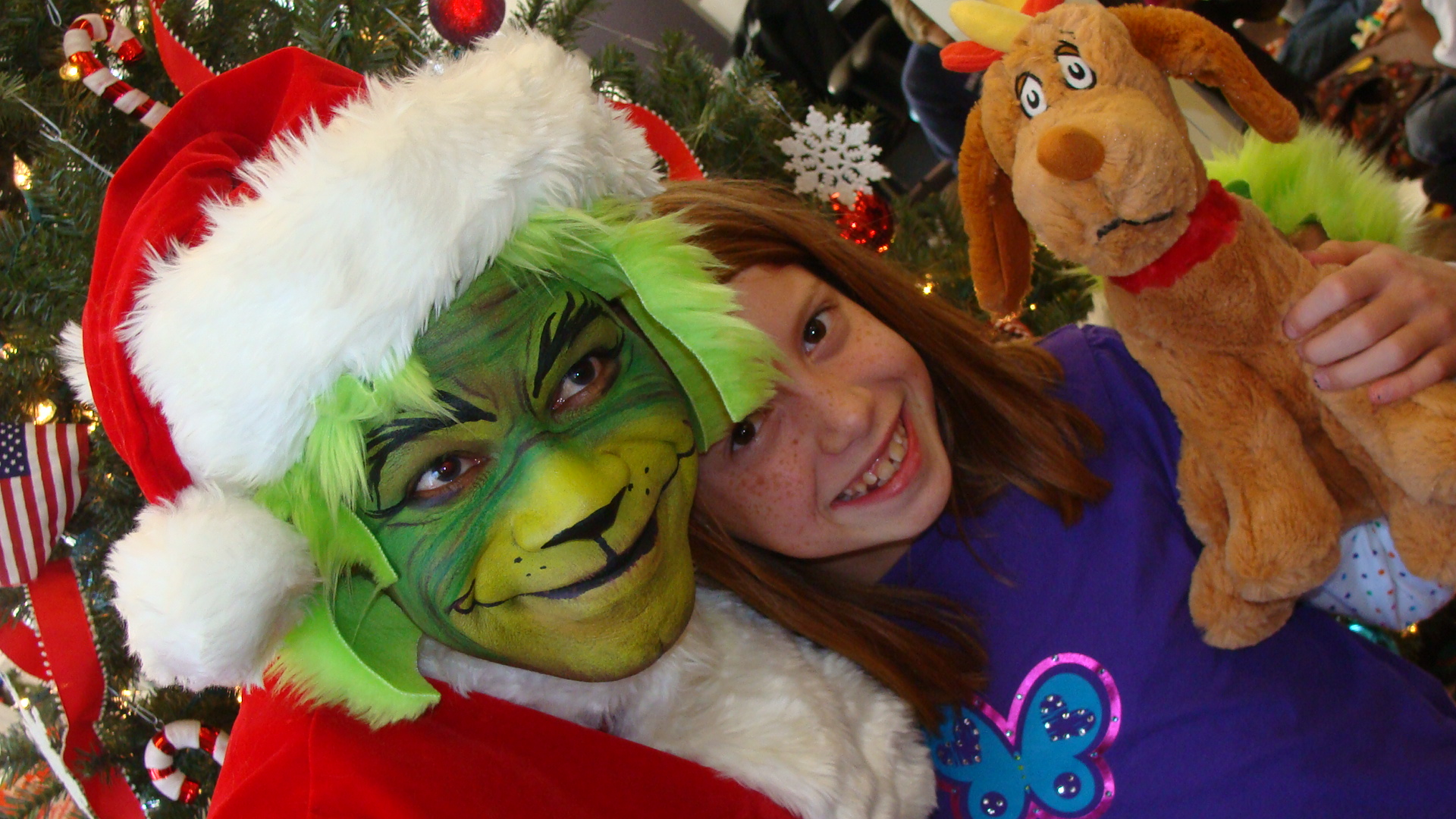
Дружелюбный Гринч позирует возле праздничной ёлки

С момента появления Гринч стал символом торжества в череде зимних праздников, несмотря на свою ненависть к Рождеству. За годы его образ распространился среди всевозможных потребительских товаров, включая рождественские украшения, плюшевые куклы и различные предметы одежды. Сварливый, не праздничный дух персонажа способствовал тому, что за человеком, пренебрегающим Рождеством или же обладающим грубым и жадным характером, закреплялось прозвище «Гринч». В 2002 году TV Guide указал Гринча 5-м среди «50-и величайших мультяшных персонажей всех времён».
20 декабря 2017 года под рождество один пятилетний мальчик Тайлон Питтман позвонил в полицию и доложил, что Гринч хочет украсть Рождество, но офицер полиции успокоил его, заявив что они поймают его и не дадут ему украсть Рождество. Позже преступник в костюме Гринча был пойман и показан самому мальчику. Преступник в костюме Гринча даже не стал сопротивляться. Преступник похвалил Тайлона, а офицер подарил мальчику игрушечную фигурку Гринча и тоже похвалил его, а ребёнок заявил, что хочет работать полицейским, когда вырастет.
Рано утром в канун Рождества 2018 года группа альпинистов надела гигантскую шапку Санты на колоссальную статую Ангела Севера Энтони Гормли возле Гейтсхеда, северной Англии. Они пытались сделать это, но безуспешно, в течение нескольких Рождеств. Рано утром 29 декабря шутники вернулись, один из них был одет как Гринч, а другие как Санта-Клаус, и Гринч «украл» шляпу Санты.

## В политике
Множество политиков в Великобритании и США сравнивали с Гринчем, часто из-за обвинений в том, что они «украдут» Рождество.
Шон Хэннити и Лора Ингрэм назвали президента Соединенных Штатов Джо Байдена «Гринчем, укравшим Рождество» на Fox News в 2021 году, раскритиковав его за задержки в цепочке поставок импорта из США.
Мик Линч, глава британского Национального профсоюза железнодорожников, морских рабочих и транспортных рабочих, сравнивался с Гринчем с ноября по декабрь 2022 года в СМИ продолжающихся забастовок на железной дороге профсоюзом. Таблоидная газета Metro, а также премьер-министр Риши Сунак сравнили его с Гринчем и обвинили его в желании «украсть Рождество». Линч парировал, что «Я не Гринч, я профсоюзный деятель, и я полон решимости заключить сделку».
В декабре 2023 года адвокаты Дональда Трампа назвали Специального адвоката Джека Смита Гринчем в судебном иске в ответ на просьбу Смита об ускоренном рассмотрении апелляции по вопросу о том, может ли Трамп претендовать на президентский иммунитет. В иске прямо цитировалось «Как Гринч украл Рождество!», в котором утверждалось, что если Апелляционный суд США по округу Колумбия не вынесет решения против просьбы Смита, это «приведёт к тому, что вступительное слово президента Трампа будет представлено на следующий день после Рождества. Этот предложенный график потребует от адвокатов и вспомогательного персонала круглосуточной работы в праздничные дни, что неизбежно нарушит планы семьи и поездок. Это как если бы Специальный прокурор «рычал, нервно барабаня пальцами Гринча: «Я должен найти способ не допустить наступления Рождества. … Но как?»».